# تركيز مولي
التركيز المولي (ويسمى أيضا المولارية (بالإنجليزية: molarity)‏) هو قياس تركيز المادة المذابة في محلول، أو أي من الأنواع الكيميائية الذرية أو الشاردية أو الجزيئية الموجودة في حجم معروف.
في الديناميكا الحرارية يكون استخدام التركيز المولي غير مناسب لأن حجم معظم المحاليل يعتمد على درجة الحرارة بسبب التمدد الحراري. يمكن حل المشكلة عادة بإدخال معامل تصحيح لدرجة الحرارة، أو باستخدام قياس التركيز المتعلق بدرجة الحرارة مثل المولالية (المولية الوزنية) (بالإنجليزية: molality)‏.

## تعريف
يعرف التركيز المولي أو المولارية c بكمية المادة المذابة بالمول في وحدة الحجم من المحلول، أو في وحدة الحجم الموجودة في الأنواع الكيميائية:
{\displaystyle c={\frac {n}{V}}={\frac {N}{N_{\rm {A}}\,V}}={\frac {C}{N_{\rm {A}}}}.}
حيث n، هي كمية المادة المذابة بالمولات،  و N هي عدد المولات الموجودة في الحجم V، والنسبة N/V هي التركيز العددي (number concentration)ا C، و NA هو عدد أفوغادرو، تقريبا مساوي 6.022×1023 مول−1

## الوحدات
وحدات التركيز المولي في نظام الوحدات الدولي هي مول/متر3. تستخدم معظم المراجع العلمية في مجال الكيمياء الوحدة التقليدية مول/دسم3، وهي تساوي مول/لتر. يرمز لهذه الوحدات التقليدية غالبا بالرمز M، وتسبق أحيانا ببادئة النظام الوحدات الدولي، كما يلي:
مول/متر3 = 10-3 مول/دسم3 = 10-3 مول/لتر.
تشير الكلمات «ميلي مولار» إلى mM ، و «ميكرو مولار» إلى μM .
قائمة أجزاء الوحدة 
| الاسم       | الاختصار | التركيز                         |
| ----------- | -------- | ------------------------------- |
| ميلي مولار  | mM       | 10−3 مولار                      |
| ميكرو مولار | μM       | 10−6 مولار                      |
| نانو مولار  | nM       | 10−9 مولار                      |
| بيكو مولار  | pM       | 10−12 مولار                     |
| فيمتو مولار | fM       | 10−15 مولار                     |
| أتو مولار   | aM       | 10−18 مولار                     |
| زيبتو مولار | zM       | 10−21 مولار                     |
| يوكو مولار  | yM       | 10−24 molar (1 جزيء في 1.6 لتر) |

## أمثلة

### مثال 1
- في محلول 98 مول لحامض الكبريتيك (الكتلة المولية لحامض الكبريتيك: 98 جرام/مول) نجد كمية 8و0 مول من H2SO4 في اللتر. وتبلغ الكتلة المساوية من H2SO4 الموجودة في حجم 3 لتر من المحلول:

{\displaystyle m_{H_{2}SO_{4}}=c_{H_{2}SO_{4}}\cdot M_{H_{2}SO_{4}}\cdot V=0{,}8\,{\frac {\mbox{mol}}{\mbox{l}}}\cdot 98{,}08\,{\frac {\mbox{g}}{\mbox{mol}}}\cdot 3{,}0\,{\mbox{l}}=235{,}392\,{\mbox{g}}}
مع ملاحظة أن l في المعادلة تعني لتر (وبالتالي 8و0 مول/لتر)، كما أن لدينا 0و3 لتر وليس 01و3 لتر! (لاحظ تجانس الوحدات).

### مثال 2
- لنفرض محلول السكر في الماء: عدد الجزيئات N الموجودة في 2 سنتيمتر مكعب من محلول 3 مللي مولار (3 mM) من السكر:

{\displaystyle N_{C_{12}H_{22}O_{11}}=c_{C_{12}H_{22}O_{11}}\cdot V\cdot N_{A}=0{,}003\,\mathrm {\frac {mol}{dm^{3}}} \cdot 0{,}002\,\mathrm {dm^{3}} \cdot 6{,}022\cdot 10^{23}\,\mathrm {mol^{-1}} =3{,}6132\cdot \mathrm {10^{18}} }
حيث NA عدد أفوجادرو الذي يعطي عدد الجزيئات في 1 مول من السكر.

### مثال 3
{مقالة رئيسيةمحلول هيدروكسيد الصوديوم}
محلول هيدروكسيد الصوديوم بتركيز 1 مولار (1 لتر من محلول مائي مذاب فيه 1 مول NaOH أي (40 جرام) من هيدروكسيد الصوديوم). هذا المحلول يحتوي على 9و3% (وزنية) من هيدروكسيد الصوديوم، ويبلغ أسه الهيدروجيني pH = 14.
| تركيز NaOH (وزنية)%    | 4,0   | 10,0  | 20,0  | 30,0  | 40,0  | 50,0  |
| ---------------------- | ----- | ----- | ----- | ----- | ----- | ----- |
| تركيز NaOH ب مول/لتر   | 1,04  | 2,77  | 6,09  | 9,95  | 14,30 | 19,05 |
| NaOH جرام/لتر          | 41,7  | 110,9 | 243,8 | 398,3 | 572,0 | 762,2 |
| كثافة المحلول جرام/سم3 | 1,043 | 1,109 | 1,219 | 1,328 | 1,430 | 1,524 |

1 لتر يساوي 1000 سم3

## اقرأ أيضا
- تركيز
- عيارية Normality
- أسمولية Osmolarity
- كتلة جزيئية
- قانون فاعلية الكتلة
- محلول هيدروكسيد الصوديوم

## وصلات خارجية
- تجربة لتحديد التركيز المولي للخل باستخدام المعايرة-باللغة الإنكليزية